# アップライト (企業)
株式会社アップライト（英: UPRIGHT CO.,LTD.）は、東京都新宿区に本社を置くPRマーケティング支援を中心とする会社。兵庫県尼崎市の非公認キャラクター「ちっちゃいおっさん」をプロデュースしている。

## 沿革
- 2004年（平成16年） - 日本テレビ放送作家の池田進太郎が会社設立。兵庫県尼崎市非公認キャラクター『ちっちゃいおっさん』を着ボイスにてプロデュースし、各キャリア携帯コンテンツレコチョクなどで3500万以上のダウンロードを達成しランキング1位を連発。現在も配信中。
- 2009年（平成21年） - 池田進太郎が当時の東京ガールズコレクション（TGC）運営会社ブランディング社コントラクト・プロデューサーとして取締役に就任。
- 2010年（平成22年）5月22日 - 株式会社ブランディングと株式会社ラ・パルレとの業務提携に伴い、池田進太郎が招聘され株式会社 ラ・パルレ取締役に就任。
- 2011年（平成23年）9月 - ファッションサイト『美女時代』サービス開始。（現在はサイト廃止）
- 2012年（平成24年）8月 - アイドルユニット『Girls company』をプロデュース。当時のインタビューあり。その後株式会社BIG UPに運営譲渡。
- 2014年（平成26年） - 池田進太郎急死により池田寅次郎が代表取締役に就任。
- 2016年（平成28年）7月 - 有限会社から株式会社へ商号変更し、渋谷区桜丘町より新宿区西新宿へ移転した。
- 2019年（令和元年）10月 - 恵比寿サテライトオフィス開設
- 2020年（令和2年）
  - 1月 - 尼崎サテライトオフィス開設
  - 7月 - 代官山・中目黒オフィス開設、同時に代表の池田が一般社団法人 日本ご当地キャラクター協会（JLCA）顧問に就任。 一般社団法人キャラクターブランド・ライセンス協会（CBLA）加入。